# David Strickland
David Gordon Strickland Jr. (* 14. Oktober 1969 in Glen Cove, US-Bundesstaat New York; † 22. März 1999 in Las Vegas, Nevada) war ein US-amerikanischer Schauspieler.

## Leben
Bekannt wurde Strickland vor allem durch die Rolle des Musikjournalisten Todd Styles in der Sitcom Susan. Er spielte in den 1990er-Jahren Nebenrollen in den Fernsehserien Immer Ärger mit Dave, Roseanne, Sister, Sister, Verrückt nach Dir sowie im Film Auf die stürmische Art, der erst nach seinem Tod in die Kinos kam.
Stricklands Leben war von Drogen- und Alkoholmissbrauch geprägt. Im Oktober 1998 wurde er wegen Kokainbesitzes festgenommen und zu einer 36-monatigen Bewährungsstrafe zuzüglich einer Entziehungskur verurteilt. Er war manisch-depressiv. An seinem Todestag war er wegen erneuter Drogenvorwürfe vor Gericht geladen. In den Morgenstunden des 22. März 1999 checkte er in das Oasis Motel in Las Vegas ein, wo er in seinem Zimmer Suizid durch Erhängen beging. Zum Zeitpunkt seines Todes war er mit der Schauspielkollegin Tiffani Thiessen liiert. 
Nach seinem Tod wurde die Rolle des Todd Styles in der noch laufenden Produktion der Sitcom Susan nicht neu besetzt. Stattdessen gedachte man seiner in der Episode Der bittere Abschied (A Day In The Life), in der er spurlos verschwindet und sich am Ende nur erahnen lässt, was mit ihm geschah. Die Folge schließt mit der Widmung: „Die Götter der Komik schauten auf Dich herab und lächelten.“